# NGC 5690
NGC 5690 је спирална галаксија у сазвежђу Девица која се налази на NGC листи објеката дубоког неба.
Деклинација објекта је + 2° 17' 26" а ректасцензија 14h 37m 41,1s. Привидна величина (магнитуда) објекта NGC 5690 износи 12,0 а фотографска магнитуда 12,7. Налази се на удаљености од 22,643 милиона парсека од Сунца. NGC 5690 је још познат и под ознакама UGC 9416, MCG 0-37-19, CGCG 19-72, IRAS 14351+0230, KARA 638, near SAO 120569, PGC 52273.